# Мапа (видавництво)
ТОВ видавництво «МАПА» — українське картографічне видавництво, засноване в 1991 році.

## Про видавництво
Свою історію підприємство розпочало разом з історією незалежної України.
Група висококваліфікованих спеціалістів-картографів об'єдналися, щоб свої сили та вміння присвятити просвітницькій роботі серед населення молодої країни.
За роки свого існування у видавництві підготовлено і видано у світ понад 100 найменувань мап, атласів та книжкової продукції.
Особливу увагу в своїй роботі видавництво приділяє навчальній тематиці — це шкільні географічні атласи областей та історичні атласи для 5-11 класів. Всі навчальні атласи відповідають шкільній програмі та рекомендовані Міністерством освіти і науки, молоді та спорту України для вивчення в школі.
Гордістю видавництва є історичні атласи: «Історичний Атлас України. Найдавніше минуле. Русь (Київська держава, Галицько-Волинська держава)» видання 2010 р. та «Історичний Атлас України», що побачив світ у 2015 р. Обидва атласи підготовлені за редакцією головного редактора видавництва — керівника проєкту й автора-упорядника Ю. І. Лози.
Атлас 2010 р. (неофіційна назва Великий Історичний Атлас України) вже встигли оцінити не тільки в Україні, але й поза її межами. Він здобув чисельні відзнаки та призові місця на престижних книжкових виставках. Цей атлас має стати настільною книгою не тільки для науковців, державних і політичних діячів, а й для кожної освіченої людини, небайдужої до історії рідної країни. Робота над наступними томами Великого Атласа (а їх усього заплановано три) триває.
Атлас 2015 р. охоплює всі періоди української історії — від появи людини в українських землях до подій дня сьогоднішнього, включно з війною путінської Росії проти України.
Колектив видавництва «МАПА» продовжує плідно працювати над новими картографічними виданнями та вже скоро порадує усіх небайдужих цікавими новинками. З продукцією видавництва «МАПА» можна ознайомитись на сайті [Архівовано 2 жовтня 2016 у Wayback Machine.] видавництва.
У вересні 2016 року картографічне видавництво «МАПА» презентувало нове видання Оглядової мапи України. Відмінністю видання є нові назви поселень та адміністративних одиниць, що їх було перейменовано на підставі Закону України «Про засудження комуністичного та націонал-соціялістичного (нацистського) тоталітарних режимів в Україні та заборону пропаганди їхньої символіки».
Видавництво ігнорує чинний український правопис.

## Нагороди
1. Диплом переможця XVII Всеукраїнського рейтингу «Книжка року 2015» в номінації «Минувшина. Дослідження/документи» за Історичний Атлас України (2015). Автор-упорядник Юрій Лоза.
2. Грамота XXII Форуму видавців у м. Львів, як переможцю конкурсу «Найкраща книга XII Форуму видавців», за «Історичний атлас України» (2015 р.). Автор — упорядник Юрій Лоза.
3. Диплом в номінації навчально-довідкові видання в конкурсі «Мистецтво книги» за книгу «Територіальний устрій Русі-України, (Х-ХІІІ ст..)» на XVI Міжнародній книжковій виставці-ярмарку «Зелена хвиля — 2012» у м. Одеса.
4. Диплом на підтвердження здобуття першого місця «Історичним атласом України» у Всеукраїнському рейтингу «Книжка Року — 2011» в номінації «Обрії».
5. Диплом про нагородження призом «Нестор-Літописець» за видання «Історичного атласу України», що посів перше місце на конкурсі «Книжковий дивосвіт України» у номінації «Краще енциклопедично-довідкове видання» на XIV Київський міжнародній книжковій ярмарці «Книжковий світ–2011».
6. Грамота XVIII Форуму видавців у м. Львів, як переможцю конкурсу «Книга Форуму-2011 р.» в номінації «Масова книга. Картографічна та краєзнавчо-туристична література» за «Історичний атлас України. Найдавніше минуле. Русь. (Київська держава, Галицько-Волинська держава)». Керівник проєкту й автор-упорядник Юрій Лоза.
7. Диплом ІІІ ступеня в номінації «Рідними шляхами» (краще довідкове, картографічне видання). За «Спеціальну карту України Гійома Левассера де Боплана 1650 року» на IV Міжнародній виставці-ярмарку «Книжковий сад — 2004» у м. Київ.
8. Диплом лауреата в номінації «Видавництво року» — «За задоволення масового попиту усіх верств читачів» за довідник «Країни світу» на VI Міжнародному книжковому фестивалі «Світ книги — 2004» у м. Харків.
9. Подяка Мальтійської служби допомоги за участь в акції «Книга — дітям», яка проходила на X Форумі видавців у м. Львів у 2003 р.
10. Диплом лауреата Міжрегіональної спеціалізованої виставки-ярмарку «Книжковий салон — 2003» в м. Херсон у номінації: Краєзнавчі видання та довідкова література.
11. Диплом лауреата (друга премія) VII конкурсу «Мистецтво книги України» за виданнями 2002 року, який проводять Всеукраїнський фонд сприяння розвитку книговидання і преси, Національна Спілка художників України, Київська Спілка художників книги та Асоціація «Навчальна книга».
12. Диплом лауреата в номінації краща картографічна продукція за серію «Україна, історичні атласи» на Книжковій виставці-ярмарку «Зелена хвиля — 2002 р.» у м. Одеса.
13. Грамота VIII Форуму видавців у м. Львів, як переможцю конкурсу «Книга Форуму — 2001 р.» у номінації «Масова книга. Картографічна та краєзнавчо-туристична література» за серію географічних атласів областей України.
14. Диплом за оригінальний видавничий проєкт III Київського міжнародного книжкового ярмарку «Книжковий світ — 2001» за факсимільне видання «Спеціальна карта України Гійома Левассера де Боплана 1650 року».
15. Почесна грамота, як відзнака VI Форуму видавців у м. Львів 1999 р. серед найкращих українських видань 1998—1999 років серії «Україна, історичні атласи».